# Glee: The Music, Volume 4
Glee: The Music, Volume 4 är ett soundtrack från den amerikanska television serien Glee. Albumet innehåller låtar från den första halvan av säsong två.

## Tracklista
| Nr  | Titel                              | Längd |
| --- | ---------------------------------- | ----- |
| 1.  | Empire State of Mind               | 4:39  |
| 2.  | Billionaire                        | 3:32  |
| 3.  | Me Against the Music               | 3:46  |
| 4.  | Stronger                           | 3:25  |
| 5.  | Toxic                              | 3:26  |
| 6.  | The Only Exception                 | 4:28  |
| 7.  | I Want to Hold Your Hand           | 2:28  |
| 8.  | One of Us                          | 4:02  |
| 9.  | River Deep, Mountain High          | 3:34  |
| 10. | Lucky                              | 3:09  |
| 11. | One Love (People Get Ready)        | 2:36  |
| 12. | Teenage Dream                      | 3:41  |
| 13. | Forget You (feat. Gwyneth Paltrow) | 3:42  |
| 14. | Marry You                          | 3:46  |
| 15. | Sway                               | 3:09  |
| 16. | Just the Way You Are               | 3:37  |
| 17. | Valerie                            | 3:35  |
| 18. | (I've Had) The Time of My Life     | 4:37  |